# Oberpierscheid
Oberpierscheid település Németországban, Rajna-vidék-Pfalz tartományban. Lakosainak száma 350 fő (2023. december 31.).

## Népesség
A település népességének változása:
| Lakosok száma | 325  | 319  | 323  | 348  | 347  | 350  |
|               | 1975 | 2017 | 2019 | 2021 | 2022 | 2023 |